# Trần Minh Lệ
Trần Minh Lệ là một tướng lĩnh của lực lượng Công an nhân dân Việt Nam, cấp bậc hàm  Trung tướng. Ông hiện giữ chức vụ Bí thư Đảng ủy, Cục trưởng Cục Cảnh sát phòng chống tội phạm môi trường, Bộ Công an Việt Nam.

## Tiểu sử
Tháng 4 năm 2014, Trần Minh Lệ là Đại tá Công an nhân dân Việt Nam, Phó Cục trưởng Cục Cảnh sát Bảo vệ.
Từ tháng 3 năm 2015 đến tháng 6 năm 2018, Trần Minh Lệ là Đại tá, Phó Cục trưởng Cục tham mưu tác chiến, Bộ Tư lệnh Cảnh sát Cơ động (Việt Nam).
Tháng 2 năm 2019, Trần Minh Lệ là Đại tá, Phó Chánh Văn phòng Cơ quan Cảnh sát điều tra Bộ Công an Việt Nam.
Từ tháng 6 năm 2019, Trần Minh Lệ là Thiếu tướng Công an nhân dân Việt Nam, Phó Chánh Văn phòng Cơ quan Cảnh sát điều tra Bộ Công an.
Ngày 2 tháng 6 năm 2020, Bộ Công an trao Quyết định cho Thiếu tướng Trần Minh Lệ được Bổ nhiệm giữ chức vụ Cục trưởng Cục Cảnh sát phòng chống tội phạm môi trường, Bộ Công an Việt Nam.
Tháng 12 năm 2023, ông được Chủ tịch nước Võ Văn Thưởng thăng cấp bậc hàm Trung tướng

## Lịch sử thụ phong quân hàm
| Năm thụ phong | –      | 2019        | 12.2023     |
| ------------- | ------ | ----------- | ----------- |
| Quân hàm      |        |             |             |
| Cấp bậc       | Đại tá | Thiếu tướng | Trung tướng |